# Lauromacromia flaviae
Lauromacromia flaviae là loài chuồn chuồn trong họ Synthemistidae. Loài này được Machado mô tả khoa học đầu tiên năm 2002.